# Strocktjärnarna (Frostvikens socken, Jämtland, 713551-145383)
Strocktjärnarna är en sjö i Strömsunds kommun i Jämtland och ingår i Ångermanälvens huvudavrinningsområde.